# Amor romàntic

Representació de Frank Dicksee d'una escena de Romeu i Julieta, parella arquetípica de l'amor romàntic.

L'amor romàntic és un dels models d'amor que ha fonamentat moltes relacions de parella estables de la cultura occidental. D'ençà de l'edat moderna, l'amor romàntic ha estat considerat com un sentiment diferent i superior a les pures necessitats fisiològiques, com el desig sexual o la luxúria, i generalment implica una barreja de desig emocional i sexual, atorgant-li més èmfasi a les emocions que al plaer físic.
Les característiques més notables d'aquest tipus d'amor es confirmen i difonen a través de relats literaris, pel·lícules, cançons, dibuixos animats, etcètera. Es tracta d'un tipus d'afecte que es presumeix que, d'entrada, ha de ser per a tota la vida («t'estimaré sempre», «fins que la morts ens separi»), exclusiu («no podré estimar ningú més que tu»), incondicional («t'estimo per sobre de tot») i implica un elevat grau de dependència afectiva («sense tu no podria viure»). La psicòloga social Pilar Sampedro caracteritza l'amor romàntic de la següent manera:
| « | Alguns elements són prototípics: inici sobtat (amor a primera vista), sacrifici per l'altre, proves d'amor, fusió amb l'altre, oblit de la pròpia vida, expectatives màgiques com la de trobar un ésser absolutament complementari (la mitjana taronja), viure en una simbiosi que s'estableix quan els individus es comporten com si de debò tinguessin necessitat l'un de l'altre per respirar i moure's, formant així, entre ambdós, un tot indissoluble. | » |

La cultura occidental ha emfatitzat històricament l'amor romàntic molt més que altres formes d'amor, atès que en altres tradicions culturals els matrimonis forçats o de conveniència en foren la regla fins ben entrat el segle xx. Tot i així, la globalització ha estès les idees occidentals sobre l'amor i l'idil·li romàntic.